# 운수 좋은 날 (오페라)
《운수 좋은 날》은 현진건의 소설 《운수 좋은 날》을 원작으로 하여 박지운이 창작한 오페라이다. 2011년 10월 21일 대구오페라하우스에서 초연되었다.

## 등장인물
주요 인물
- 재수 (Tenor)
- 아미 (Soprano)
- 김사장 (Bass)
- 숙희 (Mezzo soprano)

## 주요 아리아
- 희망교 밑의 망설임(아미,재수)
- 나의 노래(재수)
- 대봉초등학교와 엄마(숙희)
- 아미에게(재수)